# 波密乌头
波密乌头（学名：Aconitum pomeense）为毛茛科乌头属下的一个种。其种加词“pomeense”意为“西藏自治区波密县的”。